# Amber Montana
Amber Dawn Frank (Tampa, Florida,  1998. december 2. –) amerikai színésznő. 
Leginkább Taylor Hathaway szerepében ismert a Nickelodeon A Hathaway kísértetlak című sorozatából.

## Életrajz
Amber hétévesen, Floridában kezdett színészkedni, mielőtt Kaliforniába költözött. Floridában többek között a Westchase Elementary School-ba járt iskolába, Westchase-ben, Tampában. Miután Kaliforniába költözött, első kisebb szerepét a 2008-as dráma műfajú She Could Be You című filmben játszotta. Később különböző TV-műsorokban jelent meg. 2012-ben ő kapta meg a főszerepet a Nickelodeon A Hathaway kísértetlak, című sorozatában. Nyolc meghallgatáson szerepelt, mielőtt megkapta a szerepet. Montana spanyol és kubai származású.

## Filmográfia
| Év   | Cím                                     | Szerep            | Megjegyzések |
| ---- | --------------------------------------- | ----------------- | ------------ |
| 2008 | She Could Be You                        | Jennifer Marteliz |              |
| 2011 | Monster Mutt                            | Iskolás gyerek    |              |
| 2015 | Nyakas kakas                            | Dee               | hang         |
| 2016 | Left Behind: Next Generation – Vanished | Gabby Harlow      |              |
| 2016 | Emma's Chance                           | Kate Rogers       |              |

| Év        | Cím                          | Szerep          | Megjegyzések |
| --------- | ---------------------------- | --------------- | ------------ |
| 2010      | I Didn't Know I Was Pregnant | Maggie          | epizódszerep |
| 2011      | Man Up!                      | Samantha        | epizódszerep |
| 2013–2015 | A Hathaway kísértetlak       | Taylor Hathaway | főszerep     |
| 2014      | A Thunderman család          | Taylor Hathaway | epizódszerep |

## Díjak és jelölések
| Év   | Díj                | Kategória                                                                          | Munka                  | Eredmény | Jegyzetek |
| ---- | ------------------ | ---------------------------------------------------------------------------------- | ---------------------- | -------- | --------- |
| 2014 | Imagen Awards      | Legjobb fiatal színésznő                                                           | A Hathaway kísértetlak | Jelölve  | [ 9 ]     |
| 2015 | NAACP Image Awards | Kiemelkedő alakítás fiatal színésztől egy fiataloknak/gyerekeknek szóló sorozatban | A Hathaway kísértetlak | Jelölve  |           |